# We Can Do It!

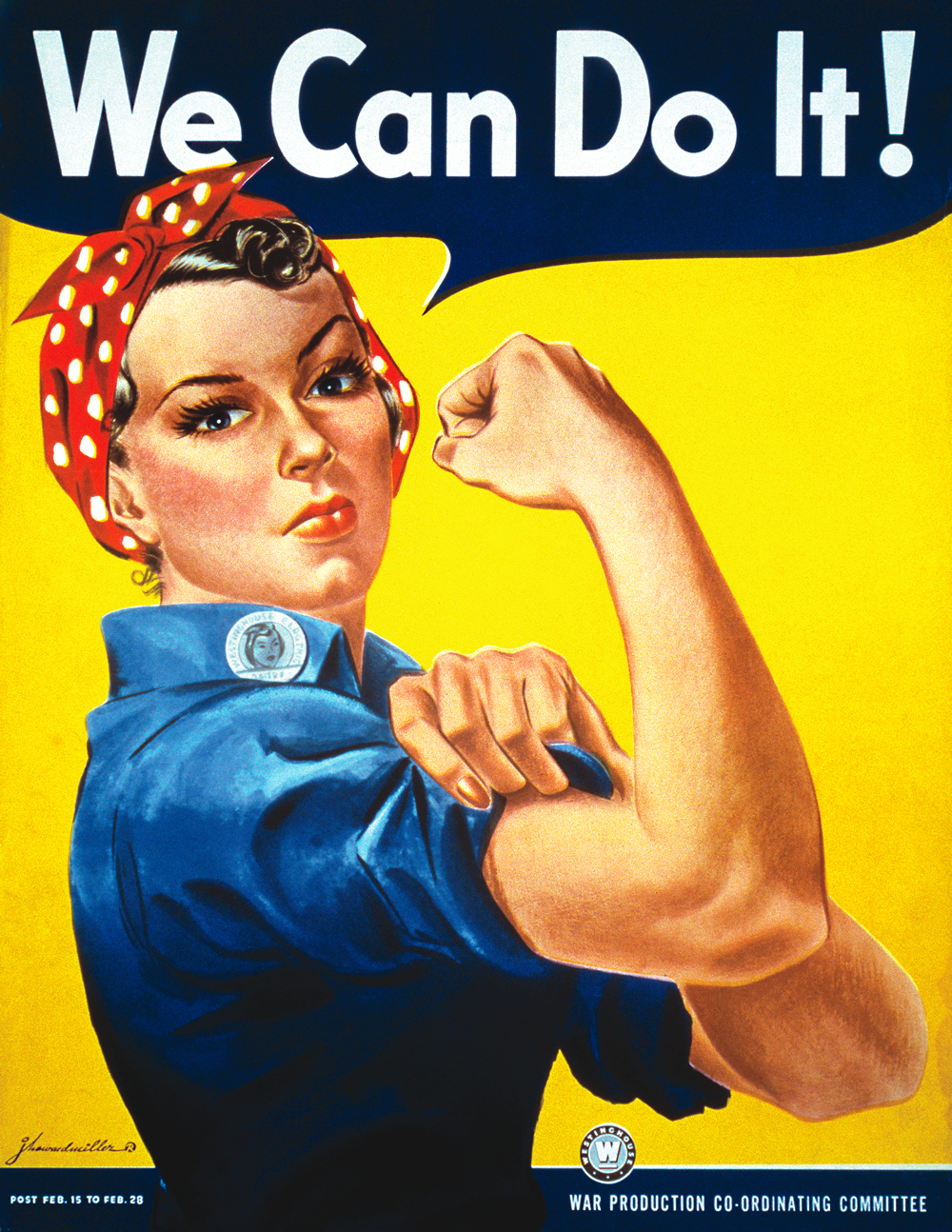
Plakat propagandowy „We Can Do It!” J. Howarda Millera

We Can Do It! (w wolnym tłum. Damy radę) – amerykański plakat propagandowy stworzony w 1942 roku przez J. Howarda Millera.
Plakat został stworzony w okresie II wojny światowej, ale nie był związany z oficjalną propagandą wojenną Stanów Zjednoczonych, lecz powstał na zamówienie firmy Westinghouse Electric w ramach wewnętrznej kampanii mającej na celu podniesienie morale pracowników. Przez lata powszechnie błędnie uważano, że inspiracją do powstania plakatu była fotografia przedstawiającą Geraldine Hoff. Okazało się jednak, że nie ma to związku z prawdą i w rzeczywistości plakat był inspirowany fotografią przedstawiającą Naomi Parker
W okresie wojny plakat był słabo zauważany, ale ogromną karierę zaczął robić po ponownym odkryciu go w latach 80. XX wieku. Obraz służył do promowania feminizmu, był wykorzystany jako okładka magazynu „Smithsonian” (1994), został wydrukowany na znaczku pocztowym z dopiskiem Kobiety uczestniczą w wojennym wysiłku (1999), został eksponatem w National Museum of American History, a w 2008 roku został wykorzystany jako element kampanii politycznej Sarah Palin i Hillary Clinton. W styczniu 2011 amerykański magazyn „Utne Reader” umieścił na okładce parodię „We Can Do It!” z Marge Simpson – fikcyjną postacią z animowanego serialu o rodzinie Simpsonów.
Postać z plakatu bywa błędnie utożsamiana z „Rosie the Riveter” (Rózia Nitowaczka), postacią z piosenki Redda Evansa i Johna Jacoba Loeba, która symbolizowała kobiety pracujące w amerykańskich fabrykach w czasie II wojny światowej. Rozpowszechnianiu tej dezinformacji w lutym 2012 wydatnie pomogła amerykańska agencja propagandy publicznej Ad Council, przy okazji fałszywie przypisując stworzenie tego plakatu sobie. Uczciła ona w ten sposób 70. jubileusz swojego istnienia. Po zakończonej kampanii informacja ta została po cichu usunięta z ich strony.

## Ponowne odkrycie plakatu w latach 80. XX wieku
W 1982 roku Geraldine Doyle, osoba niesłusznie uznana za uwiecznioną na fotografii UPI, zauważyła plakat „We Can Do It!” powielony w czasopiśmie. Stwierdziła, że plakat przedstawia jej zdjęcie, choć nigdy nie miała okazji go zobaczyć. Grafika służyła promowaniu feminizmu. Feministki widziały w tym wizerunku uosobienie kobiecej siły. We (ang. my) było rozumiane jako My Kobiety, jednoczące wszystkie kobiety w siostrzeństwie w walce z seksizmem. Była to diametralnie inna wymowa, niż ta zamierzona w roku 1942, gdy plakat używany był do kontrolowania pracownic i pracowników, a jego celem było zniechęcenie ich do podjęcia strajków.
Doyle zyskała rozpoznawalność w związku z plakatem. Regularnie odwiedzała Michigan Women's Hall of Fame by złożyć podpisy na plakatach i spotkać się z osobami zainteresowanymi grafiką. Stwierdziła, że dobrze się stało, iż w młodości nie wiedziała, że została uwieczniona na słynnym plakacie: „Wtedy nie poradziłabym sobie z tą całą ekscytacją”.
Jednak autentyczność historii Doyle okazała się błędna - wiele źródeł opisujących jej historię nie sprawdziło podstawowych założeń mających ją potwierdzać: że Doyle była młodą pracownicą fabryki przedstawioną na fotografii wojennej z 1942 roku oraz że fotografia ta zainspirowała J. Howarda Millera do stworzenia plakatu. W rzeczywistości Doyle uczęszczała wtedy do szkoły średniej i nie pracowała w fabryce. W 2015 roku profesor James J. Kimble znalazł oryginalną odbitkę fotograficzną pracownika fabryki, z podpisem identyfikującym młodą kobietę jako Naomi Parker. Historia błędnego uznania osoby, której fotografia zainspirowała plakat jest przykładem efektu woozle.